# Зовнішня вулиця (Київ)
Зо́внішня ву́лиця — вулиця в Дарницькому районі міста Києва, місцевість Позняки. Пролягає від проспекту Петра Григоренка у вигляді проїзду вздовж озера Жандарка до Дніпрової вулиці.

## Історія
Вулиця виникла в 1-й половині XX століття, з 1933 року мала назву Радянська, з 1955 року — Олександра Бойченка. Сучасна назва — з 1964 року, оскільки вулиця пролягає по краю, ззовні забудови, та відокремлює її від водоймища і чагарникового масиву (повторне рішення про перейменування — 1982 року).
Раніше пролягала від Тальнівської вулиці до Дніпрової вулиці. У 2010–2013 роках після забудови багатоповерховими будинками просп. Григоренка, 14, 12 і 12А залишився лише частина вулиці з двома старими приватними будинками №№ 1 і 1а по одну сторону і новим багатоповерховим будинком просп. Григоренка, 12А по иншу.